# 九龍工業學校

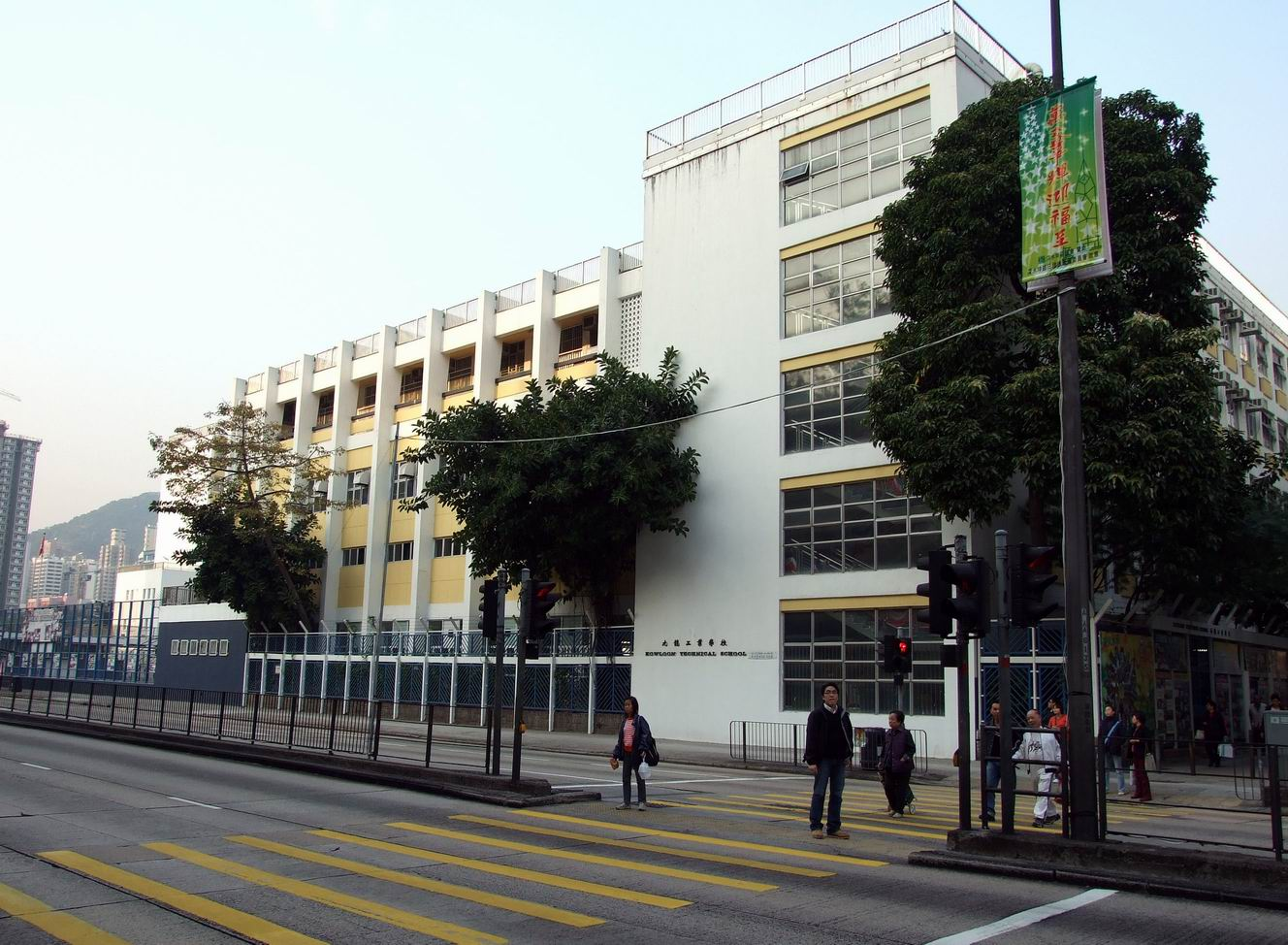
翻油前的校舍

九龍工業學校（英語：Kowloon Technical School，簡稱：九工），位於九龍深水埗，是香港一所官立中文中學，由港英政府於1961年創校。因應1997年工業中學教育改革，該校轉為文法中學，但校方選擇維持以「九龍工業學校」作為校名。
九龍工業學校是香港現存6所持續辦學的前官立工業中學之一，其餘5所分別是筲箕灣東官立中學、何東中學、觀塘功樂官立中學、鄧肇堅維多利亞官立中學以及賽馬會官立中學。作為前工業學校，九工歷史上以招收男生為主，但自2009/10學年起，該校轉為男女校。

## 歷史
九龍工業學校創校初期由兩間中學（分別是原九龍工業學校及福華街實用中學）合併而成。該校曾定名為「深水埗工業學校」，在創校前易名為「九龍工業學校」，並於1961年9月11日正式創校。而福華街實用中學則成立於1960年，1961年遷入位於長沙灣道的校舍。兩校於1964年正式合併，原福華街實用中學的學生於1965年首次代表九龍工業學校參加會考，而該校亦於1966年起開辦預科課程。校歌由首任校長劉國楨先生作曲及作詞。
九工曾為香港最大的中學（在學人數計，1975年-80年代）及最大的官立中學（編制及在學人數計，1970年代–1997年，2022年–現在），1975/1976年度共有50班。由於校舍不敷應用，最後需要借用當時的福華街官立小學（現時的香港扶幼會許仲繩學校）一層上課。1980-1981年度再次激增至51班，學生人數達1,900名，教職員人數約共90人。及後因為香港人口分佈的結構性改變，逐步由每年招收8班中一（320名學額，1994年）減至現時的4班（132名學額，2023年），全校共29班（2024/25學年）。
1997年3月，由教育署發表的《職業先修及工業中學教育檢討報告書》，建議本港的工業學校可把帶有標籤性的名詞從校名中剔除。於是九龍工業學校獲邀易名為「九龍官立中學」，但建議受到校友反對，最後擱置易名。
1998年開始，將教學語言由英文全面轉為中文。1999年，學校管理委員會正式成立。
而為了面對三三四高中教育改革所帶來的轉變，該校於2009年，分別於中四級開始推行新高中課程。
創校初期，九工定位為男校，只招收男生，直至1980年，中六和中七預科班開始招收女生。到2009年，由男校轉為男女校，並從中一級起，招收女生。
2021年，教育局鑑於中學適齡人口將出現結構性下降，於同年11月23日宣佈，龍翔官立中學將於2022/23學年起併入此校，而該校自2019/20年入學的學生將一同轉入。亦因如此，此校相應級別將暫時加開最多兩班，以接收龍翔官立中學學生。

## 圖集
- 九龍工業學校正門
- 學校通道
- 學校操場

## 著名/傑出校友
九龍工業學校曾培育出不少社會名人或傑出校友。
政界及公共事務界
- 李少光，GBS，IDSM，JP：港區全國人大代表、前保安局局長[8]
- 鄭經翰，GBS，FHKIE，JP：時事評論員、第四屆香港立法會議員(九龍東)[9]、香港工程師學會資深會員，前飛機分部會長
- 吳明欽：香港立法局議員（新界西）[10]
- 馬逢國，SBS，JP：香港立法會議員（體育、演藝、文化及出版界） [11]；港區全國人大代表
- 老興忠，SBS，JP：前差餉物業估價署署長[12]
- 郭家麒：前立法會議員（新界西） [13]
- 姚松炎：前立法會議員[14]
- 馮智活：前立法局新界北議員[15]
- 何厚祥：前沙田區議會主席[16]
- 龍劍雲：香港高等法院司法常務官[17]
- 鄧秉明：懲教署助理署長[18]
- 甘博文：香港財務彙報局行政總裁（1968年中五）[19]

商界
- 鄭海泉，GBS，OBE，JP：前立法局議員、前匯豐控股執行董事[20]
- 戴志偉：前無綫電視演員、現任美國友邦保險有限公司財務策劃顧問（分區經理）[21]
- 潘啟才：智易控股（08100） 主席、前戴德梁行（DTZ）董事總經理、香港投資日報出版人
- 陳育明：長興國際（集團）控股有限公司主席兼執行董事
- 謝寶達：鴻福堂集團主席[22]
- 魏聖堅：現代牙科執行董事兼行政總裁
- 葉康民：前香港精算學會主席、前香港壽險總會主席
- 葉秋葵：特藝佳國際有限公司執行董事
- 李志明：前特許公認會計師公會香港分會會長及現任全球會長
- 吳國豪：捷訊電腦科技有限公司
- 梁頌明：忠誠集團主席
- 彭德園：前博世（中國）投資有限公司中國區總裁
- 伍忠豪：粵港澳大灣區青年協會執行主席
- 陳啟良：永佳科技有限公司執行董事
- 唐德瑜：摩根證券投資信託股份有限公司董事長
- 伍鈺榮：嘉靈控股集團有限公司董事會主席
- 黃嘉錫：必偉集團董事和 Credit Intelligence Limited 執行主席、黃嘉錫律師事務所創辦人
- 簡錦源：佳駿科技有限公司董事總經理
- 趙家駒：恒隆地產執行董事、首席財務總監
- 譚朗蔚：富昌證券聯席董事
- 胡啟鶱：環速集團聯合創辦人、執行董事、業務拓展總監
- 盧智聰：香港首家紙包飲品盒回收廠喵坊聯合創辦人
- 曾錦強：長隆集團項目總經理
- 傅勁裕：進科研發有限公司董事,專注等離子體成膜技術，2011 年香港工商業獎科技成就優異証書
- 杜偉沃：視野機器人首席營運官，2014 年香港資訊及通訊科技最佳創新大獎
- 陳兆根，SBS (1974年中七)：香港學術及職業資歷評審局主席、前科進顧問 (亞洲) 有限公司 (前稱柏誠(亞洲)有限公司) 副總裁[23]
- 詹喬壹：前中國香港冰上曲棍球代表暨帝國體育有限公司執行董事
- 陳冠翹：澳州資深房地產投資策略師；澳洲移民網絡紅人 (Ricky 爸爸墨爾本移民記)
- 杜國鎏：前旺角區議會委任議員及獨立監察警方處理投訴委員會成員
- 車季良：建築師, 巴馬丹拿集團董事

演藝界
- 黃耀明：著名歌手[24]
- 向雪懷：著名填詞人[25]
- 翟凱泰：演員[26]
- 黃文標：演員
- 黃嘉樂：演員
- 林森：導演
- 黃洐仁：金馬獎和香港電影金像獎最佳原創電影音樂得主
- 向雪懷：著名香港填詞人。代表作：《難得有情人》、《一人有一個夢想》、《遲來的春天》、《哪有一天不像你》等。

學術/教育界
- 陳漢夫：嶺南大學學術暨教務副校長兼科學計算講座教授
- 黃河清 ：前香港理工大學工業中心總監
- 倪亦靖：國際機械工程和製造業領域專家、新加坡國立大學執行主席辦公室科研管理主任、工程學院教授
- 許耀賜：前景嶺書院創校校長
- 馮榮錦：香港大學統計及精算學講座教授
- 李立峯：香港中文大學新聞與傳播學院院長及教授
- 戴忠沛：香港大學中國語言及文學部助理教授
- 龐鼎全：香港科技大學首席副校長資深顧問（新教學與在線學習），計算機科學及工程學系教授
- 謝貴枝：香港大學商學院國際市場推廣院長及教授
- 陳兆根：香港學術及職業資歷評審局主席
- 鄧家宙：香港史學會總監
- 黃於唱：香港中文大學社會工作學系副教授
- 劉偉榮：牛津大學物理系總工程師
- 吳明德：香港恆生大學客座副教授
- 梁成安：澳門大學教育學院教授
- 廖永祺：加拿大滑鐵盧大學物理系教授
- 葉偉彰：前香港理工大學應用數學系副教授、育賢學校校監
- 梁耀彰：香港大學機械工程系主任
- 鄧勝森：前香港專業教育學院 (沙田) 院長
- 王耀文：香港恆生大學講師
- 岑裕興：香港專業教育學院 (沙田) 高級講師
- 吳靖華：香港創新學會會長
- 區子廉：香港科技大學電子及計算機工程學教授
- 李錦發：香港職業訓練局助理學術總監（工程）
- 何藻華：John Hopkins Applied Physics Laboratory太空科學家
- 葉志立：香港大學計算機科學系名譽助理教授
- 曾志榮：香港高等教育科技學院建築科技與工程學系助理教授[27]
- 鄺士山：現代教育化學科補習導師
- 廖健壹：香港中文大學統計學系講師
- 何文傑：THei 助理教授；前亞洲運動及體適能專業學院課程副總監兼講師
- 霍俊榮：匡智翠林晨崗學校校長
- 李志光：前香港理工大學電子及资讯工程學系副教授
- 余富榮：香港專上學院科技、工程及健康學部高級講師
- 陳作庭：前香港大學數學系講師
- 梁民煒：前上水官立中學及龍翔官立中學校長[28]

醫學界/ 衞生服務界
- 黎炳民：放射科專科醫生
- 黎滿勝：腸胃肝臟科專科醫生；前北區醫院內科部主管
- 梁永雄：心臟科專科醫生
- 李佑榮：眼科專科醫生；2009年香港十大傑出青年
- 廖廣申：精神科專科醫生
- 胡立輝：兒科專科醫生
- 田毅華：屯門醫院兒童精神科專科醫生
- 蘇皓：風濕科專科醫生、香港中文大學內科及藥物治療部助理教授
- 吳劍邦：內科臨床腫瘤科專科醫生
- 賴國輝：聽力師
- 魏遠勤：醫學物理學家
- 歐陽文傑：註冊物理治療師
- 馬滙樑：註冊物理治療師

其他
- 黎敬東：香港劍擊隊佩劍代表[29]
- 謝宇明：香港劍擊隊教練、前香港劍擊佩劍代表
- 阮浩然：前香港劍擊佩劍代表
- 譚兆棟：香港能源服務協會主席
- 何毅良：岩土工程師，苗圃行動主席
- 葉頌文：建築師, 2016年香港十大傑出青年[30]
- 鄭漢良：著名時事評論員
- 簡錦源：香港 Linux 商會主席
- 鄭立：評論家、遊戲開發者、商人、企業家
- 鄧志恒：香港籃球運動員
- 何鉅業：前香港測量師學會會長
- 陳嘉俊：《野外動向》雜誌創辦人、旅遊事務署成員
- 何煒霖：香港男子橋牌運動員、亞運會男子團體金牌
- 葉宇翔：香港男子橋牌運動員
- 梁昆剛：香港設計師協會會長
- 梅志輝：香港運動評述員
- 陳善榮：香港工程師、香港工程師學會製造、工業及系統分部主席
- 葉偉光：香港儲運慈善基金主席

## 爭議

### 欺凌案
2024年3月19日，網上社交媒體流傳13秒的短片，顯示學校一個課室內，一名身材較矮的男同學遭到另一名較高的男同學起飛腳襲擊，並把他凌空摔倒，再踢向他腰部，受襲同學跪地，施襲的同學再用力按他的頭部致頸部扭曲，其間雙方以粗口互相責罵。課室內當時最少還有兩名男見到事發經過，但沒有勸阻。警方在同日晚上拘捕一名14歲男童。校方已經就事件即時嚴肅跟進，包括在同日早上報警，同時安排老師及社工支援受影響學生。教育局亦發聲明，表示對任何欺凌行為採取「零容忍」政策。

## 連結
- 九龍工業學校網站（页面存档备份，存于）